# Síran železnatý
Síran železnatý (FeSO4) je anorganická sloučenina, železnatá sůl kyseliny sírové. Jeho heptahydrát FeSO4·7H2O je znám také pod triviálním názvem zelená skalice, dříve i jako zelený vitriol. Tvoří jemné světle zelené krystalky, které při delším skladování na vzduchu ztrácejí vodu (větrají), postupně tvrdnou a vlivem povrchové oxidace dvojmocného železa na trojmocné mění barvu do žlutého až hnědého odstínu. Roztoky této látky delším stáním taktéž hnědnou kvůli vznikající železité soli.

## Výroba a výskyt
Vyrábí se rozpouštěním železných odpadů ve zředěné kyselině sírové, jak je vidět na této rovnici:
Fe + H2SO4 + 7 H2O → FeSO4·7 H2O + H2
Dá se také získat z roztoku modré skalice pomocí železa, které z ní vytěsní měď, protože má zápornější standardní elektrodový potenciál:
Fe + CuSO4 → FeSO4 + Cu
Je obtížným (a ekologicky nebezpečným) odpadem například při výrobě titanové běloby (TiO2) z ilmenitu (FeTiO3).
V přírodě vzniká samovolně zvětráváním pyritu (FeS2), kde se pak nachází v několika stupních hydratace.
- FeSO4·H2O (minerál: szomolnokit)
- FeSO4·4H2O (minerál: rozenit)
- FeSO4·5H2O (minerál: siderotil)
- FeSO4·6H2O (minerál: ferohexahydrit)
- FeSO4·7H2O (minerál: melanterit)

## Použití

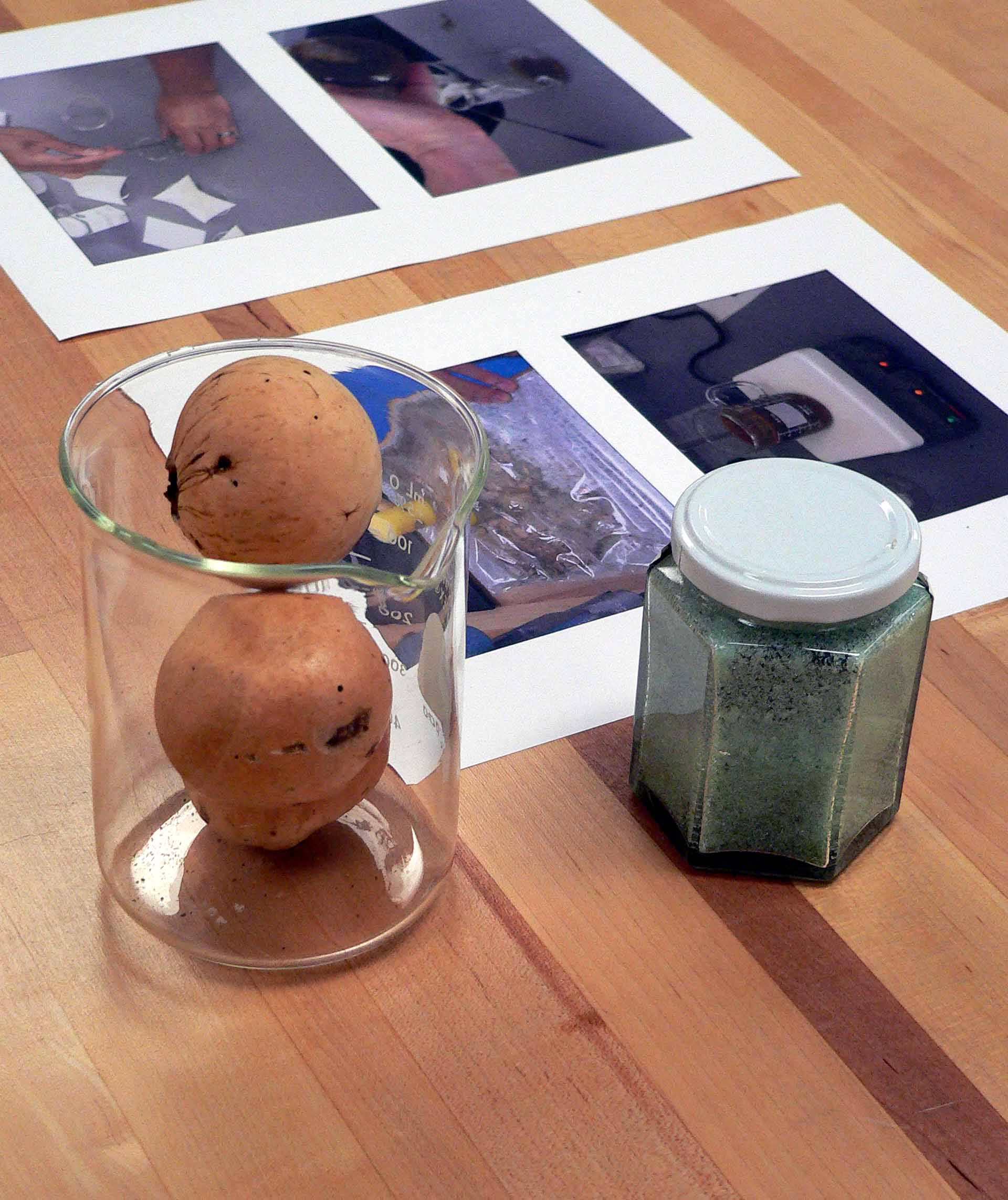
Kádinka s duběnkami (vlevo) a sklenice se síranem železitým (vpravo). Jedná se o hlavní ingredience pro výrobu inkoustu.

### Dezinfekce
Používá se k úpravě pitných, povrchových a technologických vod (nejúčinněji v zásadité oblasti pH) a k čištění odpadních vod.
Lze použít i jako dezinfekci při onemocnění paznehtů dobytka

### Doplněk stravy
Zelená skalice se někdy podává při anémii z nedostatku železa, ale taková léčba má několik vedlejších příznaků, jako je nevolnost a zvracení

### Barvení
Tato látka poskytuje při reakcích barevné sloučeniny, čehož se využívá k barvení. Organokovová sloučenina s kyselinou gallovou se v minulosti používala jako inkoust. Reakcí s vápenným mlékem vzniká tzv. tereziánská žluť, používaná zejména během 18. století k nátěrům fasád (často u veřejných budov).

### Proti mechu v trávnících
Rozpustit, přecedit a aplikovat nejlépe postřikovačem na chemickou ochranu.[zdroj⁠?!]

## Historie
Zelená skalice je prokazatelně známá od prvního století našeho letopočtu, nejstarší rozdělení skalic ale pochází ze šestého století před naším letopočtem ze sumerského slovníku. (Sumerský jazyk byl v té době chrámovým jazykem.) Skalice se získávala především z dolů, kde se zvětráváním uvolňovala z hornin a vytvářela bílé povlaky. Síran železnatý se v přírodě vyskytuje i jako minerál melanterit.